# 울진 죽변등대
울진 죽변등대(蔚珍 竹邊燈臺)는 대한민국 경상북도 울진군 죽변면에 있는 일제강점기의 등대이다. 2005년 9월 25일 경상북도의 기념물 제154호로 지정되었다.

## 개요
죽변등대는 1910년 11월 울진지역에서 최초로 건립된 등대이다. 등탑의 구조는 평면 팔각형 콘크리트조 4층의 탑형 구조물(높이 15.6ｍ)로 상부로 갈수록 체감되어 안정감과 수직 상승감을 느끼게 한다.
이 등대는 1950년 6월 한국전쟁 중 폭격으로 인하여 등대기능을 잃기도 하였으나, 1951년 10월에 등탑을 보수·복구하였으며, 1970년 4월 안개시 보내는 소리신호기(무신호기)를 설치하여, 안개나 풍우 속에서도 선박의 항로를 인도할 수 있게 되었다.
죽변등대는 동해안을 항해하는 선박들의 뱃길을 인도하기 위해 건립한 것으로, 이 지역의 랜드마크적 역할 뿐만 아니라 어민들의 애환과 역사를 담고 있는 근대문화유산으로 보존상태가 양호하고 전체적으로 벽면의 여러 선들과 형태요소들이 잘 조화되어 안정감과 아름다움을 느끼게 한다.

## 같이 보기
- 죽변항

## 참고 자료
- 울진 죽변등대 - 국가유산청 국가유산포털